# Jaroslav Formánek (chemik)
Jaroslav Formánek (9. února 1864 Tábor – 21. srpna 1936 Praha) byl český analytický chemik, vysokoškolský profesor, plukovník československé armády.

## Život
Maturoval na reálce v Táboře. V letech 1882 až 1886 studoval chemii na České vysoké škole technické v Praze. Byl žákem Karla Preise. V roce 1900 se habilitoval v oboru spektrální analýza a v roce 1901 se habilitoval v oboru kvantitativní elektroanalýza. V roce 1912 byl jmenován profesorem. Učil na České vysoké škole technické v Praze, v září 1920 přejmenované na České vysoké učení technické. V roce 1913 získal na České vysoké škole technické v Brně titul doktora technických věd. Absolvoval studijní pobyty na vysokých školách v Cáchách, Mnichově a Curychu. Ve studijním  roce 1936/1936 učil též na Přírodovědecké fakultě Univerzity Karlovy. Byl autorem řady vynálezů.
V roce 1920 byl za zásluhy o automobilovou složku československé armády jmenován plukovníkem československé armády. Byl profesorem Československého vojenského automobilového učiliště v Praze (1923).

## Dílo (výběr)
- Untersuchung und Nachweis organischer Farbstoffe auf spektroskopischem Wege (5 svazků, Berlin 1908–1927)
- Stručný nástin anorganické chemie (2. vydání. 1921) Dostupné online
- Stručný nástin organické chemie (1921) Dostupné online